# Desmedifam
Desmedifam (ISO-naam) is een chemische verbinding die gebruikt wordt als herbicide. Het is een carbamaat-ester van fenylcarbamidezuur.
Desmedifam wordt gebruikt voor de bestrijding, na uitkomen, van eenjarig tweezaadlobbig onkruid in de teelt van voeder- en suikerbieten en rode biet.
Desmedifam komt voor als een kleurloos kristallijn poeder. De stof is vrijwel niet oplosbaar in water, maar wel in polaire organische oplosmiddelen als aceton of ethylacetaat. Ze is ingedeeld als een milieugevaarlijke stof.
De stof is in de jaren 1960 ontwikkeld, en de octrooibescherming is ondertussen afgelopen. In de Europese Unie is ze in de meeste lidstaten toegelaten. Ze wordt meestal verkocht in herbiciden die gelijke hoeveelheden bevatten van desmedifam en het gelijkaardig herbicide fenmedifam, dat door dezelfde octrooien beschermd was. Voorbeelden zijn Beetup Compact SC, Belvedere, Betades, Betanal Carrera en Kemifam Super.